# Maika Monroe
Maika Monroe Buckley (született Dillon Monroe Buckley) (Santa Barbara, Kalifornia, 1993. május 29. –) amerikai színésznő és professzionális kiteboardozó.
2012-ben debütált a Mindenáron című filmdrámában, majd egy évvel később a Nyárutó (2013) című drámában szerepelt. Ezután feltűnt a Valami követ (2014), Az 5. hullám (2016), és A függetlenség napja – Feltámadás (2016) című filmekben.

## Fiatalkora
1993-ban született Santa Barbarában Dillon Monroe Buckley néven, édesanyja, Dixie jeltolmács, édesapja, Jack Buckley pedig építőmunkás. Később keresztnevét hivatalosan is Maika-ra változtatta, mivel a legtöbben korábban is így hívták.
17 éves korában a Dominikai Köztársaságba költözött, Cabarete városába, hogy itt folytassa a kiteboardozást. A gimnázium utolsó évét online végezte el.

## Pályafutása
2012 áprilisában leszerződött a Nyárutó című romantikus dráma egyik szerepére, melyben egy szerelmes farmerlányt alakít. 2013-ban a The Guest című pszichothriller egyik fontosabb szereplője lett, 2014-ben a Valami követ című horrorfilmben kapta meg a főszerepet. 2016-ban két nagyszabású filmben is látható volt: Az 5. hullám és A függetlenség napja – Feltámadás – utóbbiban Patricia Whitmore-t, a volt amerikai elnök lányát játszotta.

## Filmográfia

### Film
| Év   | Magyar cím                        | Eredeti cím                                         | Szerep              | Magyar hang       |
| ---- | --------------------------------- | --------------------------------------------------- | ------------------- | ----------------- |
| 2012 | Mindenáron                        | At Any Price                                        | Cadence Farrow      |                   |
| 2013 | Lopom a sztárom                   | The Bling Ring                                      | lány a tengerparton |                   |
| 2013 | Nyárutó                           | Labor Day                                           | Mandy Chambers      |                   |
| 2014 |                                   | The Guest                                           | Anna Peterson       |                   |
| 2014 | Valami követ                      | It Follows                                          | Jaimie "Jay" Height | Andrusko Marcella |
| 2015 |                                   | Echoes of War                                       | Abigail Riley       |                   |
| 2015 |                                   | Burned (rövidfilm)                                  | Lila                |                   |
| 2016 | Az 5. hullám                      | The 5th Wave                                        | Ringer              |                   |
| 2016 | A függetlenség napja – Feltámadás | Independence Day: Resurgence                        | Patricia Whitmore   | Andrusko Marcella |
| 2017 | Forró nyári éjszakák              | Hot Summer Nights                                   | McKayla Strawberry  | Staub Viktória    |
| 2017 |                                   | The Scent of Rain and Lightning                     | Jody Linder         |                   |
| 2017 |                                   | Bokeh                                               | Jenai               |                   |
| 2017 | Mélytorok: A Watergate-sztori     | Mark Felt: The Man Who Brought Down the White House | Joan Felt           | Czető Zsanett     |
| 2017 | Nem vagyok itt                    | I'm Not Here                                        | Karen               | Andrusko Marcella |
| 2017 | Otthonom Palos Verdes             | The Tribes of Palos Verdes                          | Medina Mason        | Pekár Adrienn     |
| 2018 |                                   | After Everything                                    | Mia                 |                   |
| 2018 | Tau                               | Tau                                                 | Julia               |                   |
| 2018 | Ördögi csapda                     | Greta                                               | Erica Penn          |                   |
| 2019 | Honey Boy                         | Honey Boy                                           | Sandra              |                   |
| 2019 | Gazfickók                         | Villains                                            | Jules               | Pekár Adrienn     |
| 2019 |                                   | How To Be Alone (rövidfilm)                         | Lucy                |                   |
| 2020 | Philadelphia hangjai              | Brothers by Blood                                   | Grace               |                   |
| 2020 |                                   | Flashback                                           | Cindy Williams      |                   |
| 2022 | Valaki figyel                     | Watcher                                             | Julia               | Staub Viktória    |
| 2022 |                                   | Significant Other                                   | Ruth Miller         |                   |
| 2023 |                                   | God Is a Bullet                                     | Case Hardin         |                   |
| 2024 | Longlegs – A rém                  | Longlegs                                            | Lee Harker          | Pekár Adrienn     |

### Televízió
| Év   | Magyar cím       | Eredeti cím              | Szerep             | Megjegyzések           |
| ---- | ---------------- | ------------------------ | ------------------ | ---------------------- |
| 2009 | Az utolsó órában | Eleventh Hour            | Maya Wynne         | 1 epizód               |
| 2013 |                  | Flying Monkeys           | Joan               | tévéfilm               |
| 2020 |                  | The Stranger             | Clare              | főszereplő (13 epizód) |
| 2020 |                  | JJ Villard's Fairy Tales | Hófehérke (hangja) | 1 epizód               |

## Fordítás
- Ez a szócikk részben vagy egészben  a   Maika Monroe című angol Wikipédia-szócikk ezen változatának fordításán alapul.  Az eredeti cikk szerkesztőit annak laptörténete sorolja fel. Ez a jelzés csupán a megfogalmazás eredetét és a szerzői jogokat jelzi, nem szolgál a cikkben szereplő információk forrásmegjelöléseként.